# Wilhelm Ernst Weber
Wilhelm Ernst Weber (* 14. Oktober 1790 in Weimar; † 26. März 1850 in Bremen) war ein deutscher Pädagoge und Philologe.

## Biografie
Weber studierte in Leipzig Philologie, wurde 1817 Professor der alten Literatur in Chur im Kanton Graubünden, 1819 Oberlehrer am Gymnasium in Wetzlar, 1823 Prorektor und Professor in Frankfurt am Main und 1829 Direktor der gelehrten Schule in Bremen, wo er  1850 starb. Wilhelm Ernst Weber stand in Korrespondenz mit August Wilhelm von Schlegel, Carl August Böttiger, Johann Joachim Bellermann, Carl Grüneisen, Johann Friedrich Jacob, Heinrich Luden, Friedrich Gottlieb Welcker, Gustav Schwab, Eduard Zeller, Johann Friedrich Blumenbach, Gottlob Friedrich August Bercht, Ludwig Häusser und anderen.

## Werke
Von seinen Arbeiten sind hervorzuheben
- Elegische Dichter der Hellenen in ihren Überresten, Übersetzung, Frankfurt a. M. 1826
- Griechische Anthologie (Stuttgart 1838), von Horaz’ Satiren, Übersetzung, Stuttgart 1852
- Biographie des Kaisers Marcus Salvius Otho, Frankfurt 1815
- Quintus Horatius Flakkus als Mensch und Dichter. Eine Schutz- und Trutzschrift zur Einleitung in seine Werke, Jena 1844 XVI, 367 S.
- Vorlesungen zur Ästhetik, vornehmlich in Bezug auf Goethe und Schiller, Hannover 1831
- Ästhetik aus dem Gesichtspunkt gebildeter Freunde des Schönen, Bremen 1834–36, 2 Bände
- Goethes Faust, Halle 1836 (Digitalisat)
- Goethes Iphigenia und Schillers Tell, Bremen 1839
- Schule und Leben, Vorträge und Abhandlungen (Halle 1837);
- Revision des deutschen Schulwesens, Frankfurt 1847
- Klassische Altertumskunde, Stuttgart 1848